# Fédération internationale de catchball
 (juillet 2018).
Pour les articles homonymes, voir ICF.
La Fédération internationale de catchball (en anglais : International Catchball Federation (ICF)) est une fédération sportive internationale qui régit le catchball. La FIC / IFC a son siège en Israël.

## Organisation
Les membres de la FIC / ICF sont des ligues organisées au niveau national ou local.

## Compétitions
Au niveau international, la FIC / ICF organise plusieurs compétitions qui opposent différentes équipes nationales ou de clubs dont les Jeux internationaux de Catchball / International Catchball Games d'Eilat (Israël) (annuels).
Le catchball est aussi présent lors d'événements multisports  :
- Jeux sportifs mondiaux de la CSIT[3]
- Maccabiades[4]
- Sportiada[5]